# Operação Lorena

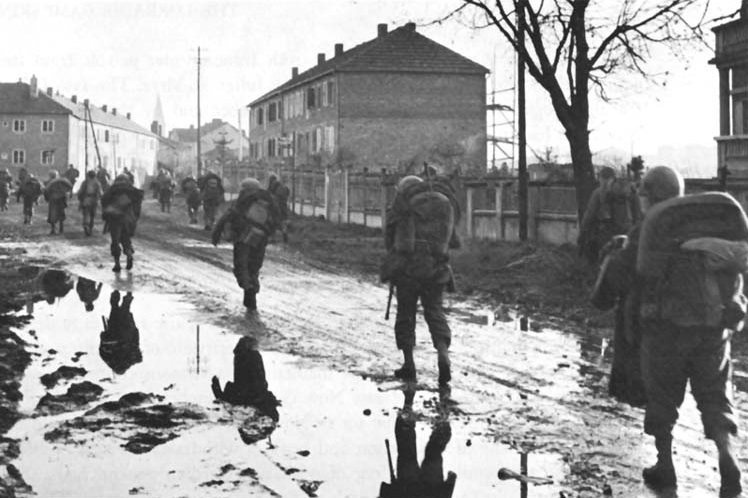
Tropas americanas avançam para a cidade francesa de Metz.

A Campanha da Lorena é um termo usado por historiadores americanos para descrever as operações do 3º Exército dos Estados Unidos na região da Lorena durante a Segunda Guerra Mundial de 1 de setembro até 18 de dezembro de 1944.
Os objetivos desta campanha eram:
- Avançar até Moselle;
- Destruir as guarnições alemãs em Metz;
- Avançar até o Saar e além da linha Siegfried;